# Sigma Arae
Désignations
Sigma Arae (σ Ara / σ Arae) est une étoile de la constellation australe de l'Autel. Elle est visible à l'œil nu et sa magnitude apparente est de 4,58. L'étoile présente une parallaxe annuelle de 8.62 mas telle que mesurée par le satellite Hipparcos, ce qui permet d'en déduire qu'elle est distante d'environ ∼ 380 a.l. (∼ 117 pc) de la Terre.
Sigma Arae est une étoile blanche de la séquence principale de type spectral A0 V. Des rayons X ont été détectés en provenance de l'étoile, avec une luminosité de 4,6 × 1029 erg.s-1, ce qui est inhabituel pour une étoile de type A. En général on explique ces émissions par la présence d'un compagnon de plus faible masse qui orbite ces étoiles, mais un tel scénario semble ne pas se vérifier pour Sigma Arae. Par contre, la signature d'un champ magnétique de surface a été détecté, avec une force de 128 ± 73 Gauss, ce qui indique que la source des rayons X pourrait être une activité magnétique de surface.